# Unterhaltungsindustrie
Als Unterhaltungsindustrie (englisch entertainment industry) wird in der Wirtschaft ein Wirtschaftszweig innerhalb des Dienstleistungssektors bezeichnet, der die industrielle Produktion und den Vertrieb von Gütern und Dienstleistungen zum Zwecke der Ablenkung, Entspannung, Unterhaltung und Zerstreuung zum Gegenstand hat.

## Allgemeines
Die Zuordnung eines Wirtschaftssubjekts zur Unterhaltungsindustrie erfordert Klarheit darüber, was „Unterhaltung“ ist.  Unterhaltung (englisch entertainment) findet im Regelfall in der Freizeit statt und hat generell den Zweck, den Menschen vom Alltag und von der Arbeitszeit abzulenken. Die Menschen streben nach „guter“ Unterhaltung, die auch ihre Freizeit bereichern soll. Unterhaltung kann auch einen Bildungsauftrag erfüllen, wenn Informationen (durch Infotainment) und Wissen (durch Knowledgetainment) vermittelt werden. Unterhaltung steht in diesem Zusammenhang für die Nutzung der Produkte und Dienstleistungen, die von der Unterhaltungsindustrie angeboten werden. Sie tendiert dazu, die Bedürfnisse des Publikums zu identifizieren und entsprechend zu liefern.
Die Unterhaltungsindustrie gehört zum Dienstleistungssektor, auch wenn Teilbereiche wie etwa die Massenproduktion von Bildträgern, Büchern oder Tonträgern Merkmale der industriellen Produktionswirtschaft aufweisen. Der Grund ist darin zu sehen, dass ihre Produkte überwiegend in der Freizeit der Verbraucher zu Unterhaltungszwecken genutzt werden.

## Arten
Der Unterhaltungssektor wird insbesondere in folgende Teilsektoren eingeteilt:
| Dienstleistung          | Unternehmen                                                                            | Produkte / Dienstleistungen                                                       |
| ----------------------- | -------------------------------------------------------------------------------------- | --------------------------------------------------------------------------------- |
| Filmwirtschaft          | Filmproduktion, Filmverleihe, Kinos                                                    | Abenteuerfilm, Spielfilm, Video-on-Demand                                         |
| Gaming                  | Softwareunternehmen                                                                    | Actionspiele, Shooter, Maze, Survival-Spiele                                      |
| Freizeitveranstaltungen | Freizeitparks, Schausteller, Vergnügungsparks                                          | Achterbahn, Karussell, Schießbude                                                 |
| Glücksspiele            | Totalisatoren, Wettbüros                                                               | Gewinnspiele, Lotto, Pferdewetten, Toto                                           |
| Informationswirtschaft  | Telekommunikationsunternehmen                                                          | E-Mails, Postings, SMS                                                            |
| Kartenspiele            | Spielkartenhersteller                                                                  | Bridge, Mau-Mau, Poker                                                            |
| Literaturangebote       | Archive, Bibliotheken                                                                  | Bücher Zeitungen, Zeitschriften                                                   |
| Massenmedien            | Medienunternehmen                                                                      | E-Zeitung, Zeitschrift, Zeitung                                                   |
| Musikindustrie          | Musikverlage, Musikproduktion, Tonträgerunternehmen                                    | Compact Disk, Musik-Downloads, Musikstreaming                                     |
| Oper- und Theaterwesen  | Opernhäuser, Theater                                                                   | Aufführungen                                                                      |
| Rundfunk/Fernsehen      | Rundfunk- und Fernsehveranstalter                                                      | Fernsehprogramm, Rundfunkprogramm                                                 |
| Showgeschäft            | Fernsehshow, Freiluftkonzert, Kabarett, Varieté, Zirkus                                | Aufführungen                                                                      |
| Sport                   | Sportveranstalter                                                                      | Sportleistungen wie Europameisterschaften, Weltmeisterschaften, Olympische Spiele |
| Verlagswesen            | Buchverlag, Filmverleih, Kunstverlag, Musikverlag, Wissenschaftsverlag, Zeitungsverlag | Bücher, E-Books, Musikzeitungen, Theaterzeitschriften                             |

Die Abgrenzung zwischen Unterhaltungsindustrie und anderen Wirtschaftszweigen fällt nicht immer leicht. Software- oder Telekommunikationsunternehmen und Wissenschaftsverlage haben oft auch andere Betriebszwecke, die nicht der Unterhaltung dienen. So vertreiben Kunstverlage vorwiegend Werke, die der Kulturwirtschaft zuzuordnen sind. Fernsehen, Rundfunk und Zeitungen bringen Nachrichten, die nicht der Unterhaltung dienen.

## International
Die International Standard Industrial Classification (ISIC) definiert Ziffer R als Wirtschaftszweig „Kunst, Unterhaltung und Freizeitgestaltung“ (englisch arts, entertainment and recreation). Darunter fallen
- 90 – Creative, arts and entertainment activities (Kunst und Unterhaltung),
- 91 – Libraries, archives, museums and other cultural activities (Büchereien, Archive, Museen und andere Kulturangebote),
- 92 – Gambling and betting activities (Wettspiel/Gewinnspiel),
- 93 – Sports activities and amusement and recreation activities (Sport und Freizeit).

Zur Unterhaltungsindustrie im Sinne der Eingangsdefinition zählen jedoch noch wesentliche Teile der Ziffer J „Information and communication“, also Informationstechnik und Kommunikation.
- 58 – Publishing activities (Verlagswesen),
- 59 – Motion picture, video and television programme production, sound recording and music publishing activities (Filmwirtschaft, Fernsehproduktion, Videoproduktion, Musikindustrie),
- 60 – Programming and broadcasting activities (Radio- und Fernsehsender).[6][7]

## Wirtschaftliche Aspekte
Durch die Entwicklung der Massenmedien wie Fernsehen, Film oder Radio gewann die Unterhaltungsindustrie signifikant an Bedeutung und hatte eine rasante Entwicklung von Geräten – die dem Wirtschaftszweig der Unterhaltungselektronik zugerechnet werden – mit entsprechenden Trägermedien zur Folge. Speichermedien wie Bücher, Compact Disks, Schallplatten oder Videokassetten (bzw. DVDs) werden in industrieller Massenfertigung hergestellt, so dass von industriellen Fertigungsverfahren ausgegangen werden kann. Neben diesen materiellen Produkten stellt die Unterhaltungsindustrie immaterielle Güter und virtuelle Güter her wie Sportleistungen (Fußballspiele) und Aufführungen (Konzerte) als immaterielle Güter und virtuelle Geschenke an Facebook-Freunde in Form eines Icons (z. B. Blumenstrauß) für 1 US-Dollar als virtuelle Güter.

## Abgrenzung
Der Begriffsinhalt der Unterhaltungsindustrie ist weiter gefasst als der des Showgeschäfts und enger als jener der Kulturwirtschaft.

## Sonstiges
Theodor W. Adorno und Max Horkheimer haben dem Themenkomplex im Jahr 1944 in ihrem Bestseller Dialektik der Aufklärung ein kritisches Kapitel unter dem Titel Kulturindustrie – Aufklärung als Massenbetrug gewidmet.